# Mai 1986
Acest articol este generat integral pe baza informațiilor din articolul 1986 și este actualizat periodic de un robot.
 Editările făcute în articol vor fi șterse la următoarea actualizare! Dacă doriți să faceți modificări, editați articolul-sursă.

ianuarie -
februarie -
martie -
aprilie -
mai -
iunie -
iulie -
august -
septembrie -
octombrie -
noiembrie -
decembrie
Mai 1986 a fost a cincea lună a anului și a început într-o zi de joi.

## Evenimente
- 7 mai: Echipa de fotbal Steaua București a cucerit, pentru prima dată în istoria fotbalului românesc, Cupa Campionilor Europeni, învingând în finală, după executarea loviturilor de la 11 m, cu 2–0, echipa spaniolă FC Barcelona.
- 26 mai: Comunitatea Europeană adoptă Steagul European.
- 31 mai: Campionatul Mondial de Fotbal se desfășoară în Mexic.

## Nașteri
- 1 mai: Marina Tauber, antrenoare de tenis și politiciană din Republica Moldova
- 2 mai: Amandine Leynaud, handbalistă franceză
- 2 mai: Grum (Graeme Shepherd), muzician britanic
- 4 mai: Maxim Franțuz, fotbalist din R. Moldova
- 5 mai: Lilli Hollunder, actriță germană
- 7 mai: Roberto Alfonso Delgado, fotbalist spaniol

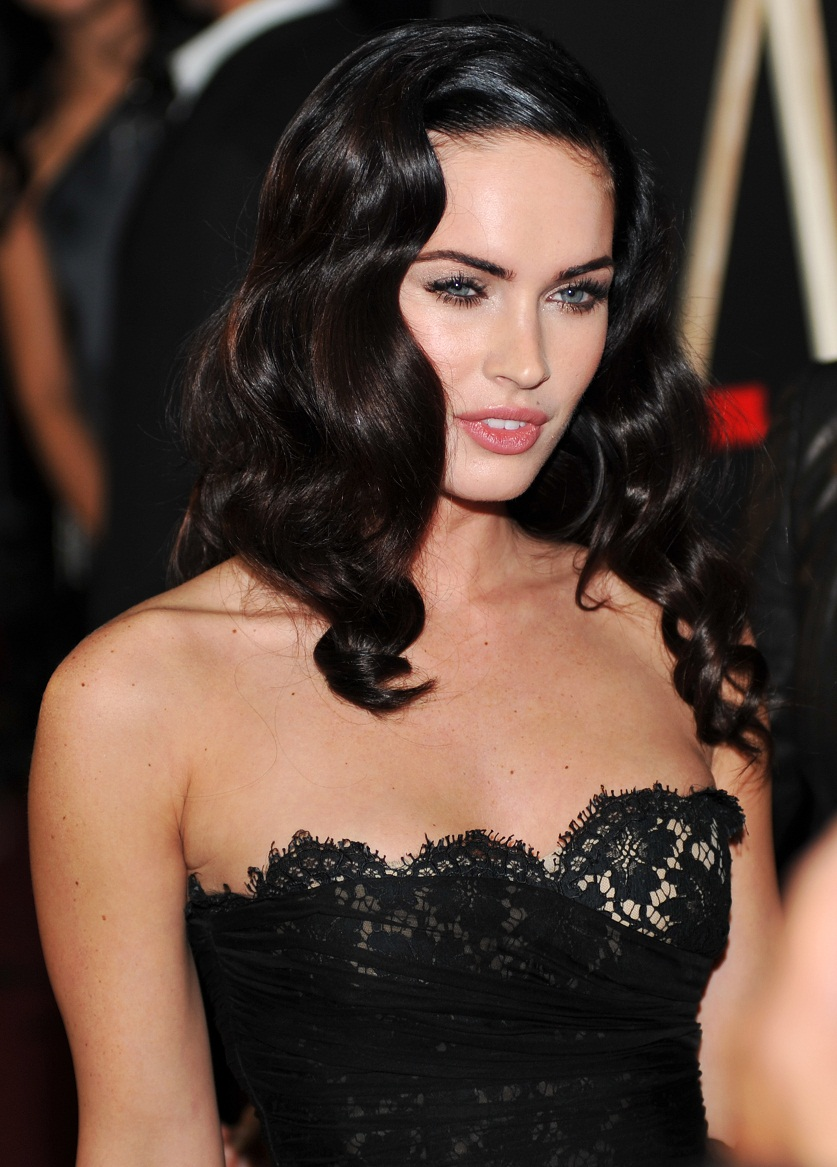
Megan Fox, fotomodel și actriță americană
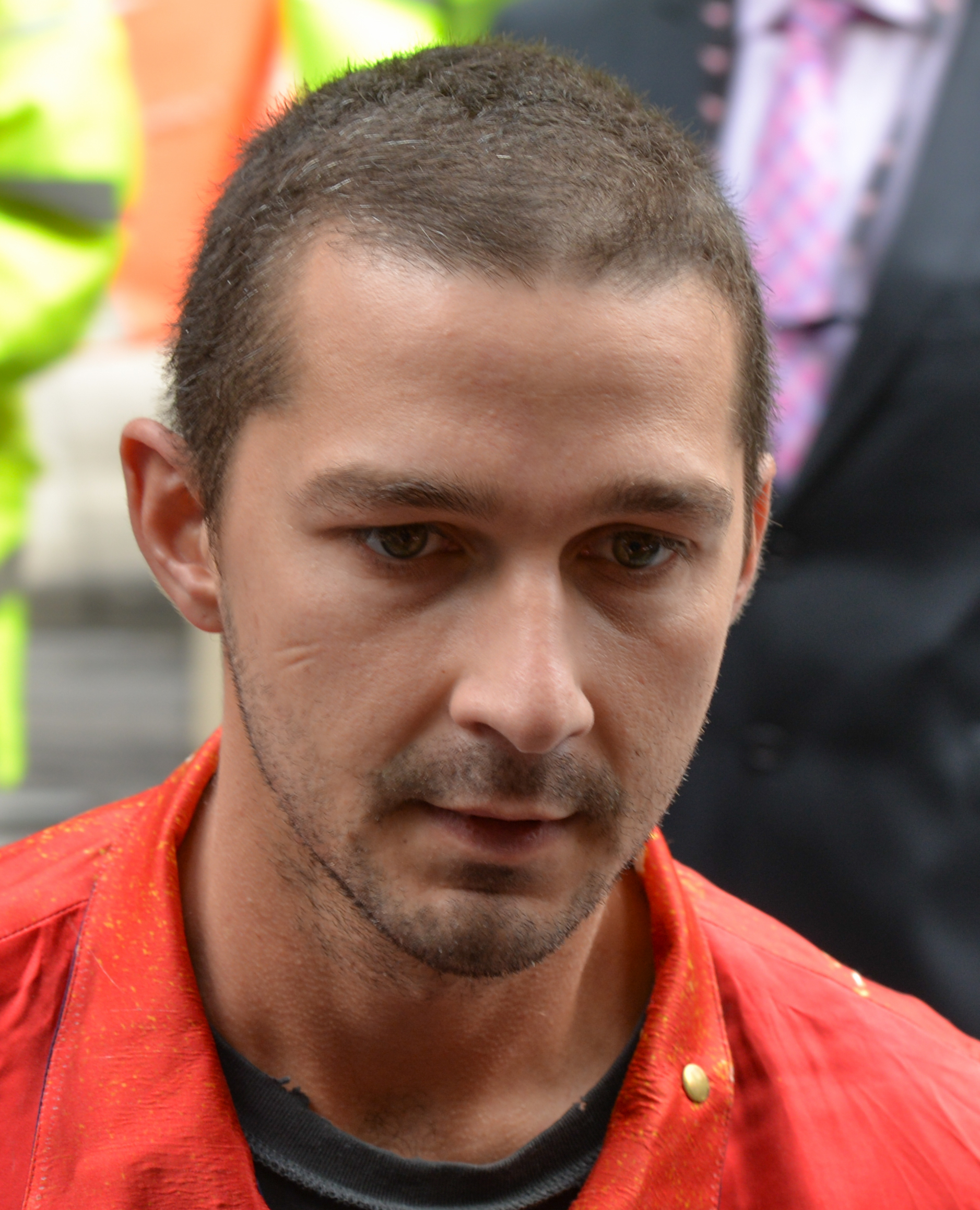
Shia LaBeouf, actor, regizor, scenarist și comedian american
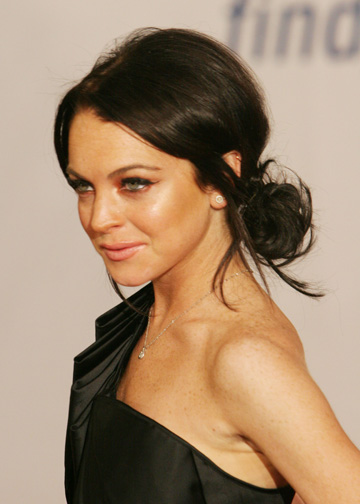
Lindsay Lohan, actriță, fotomodel, producătoare și cântăreață americană
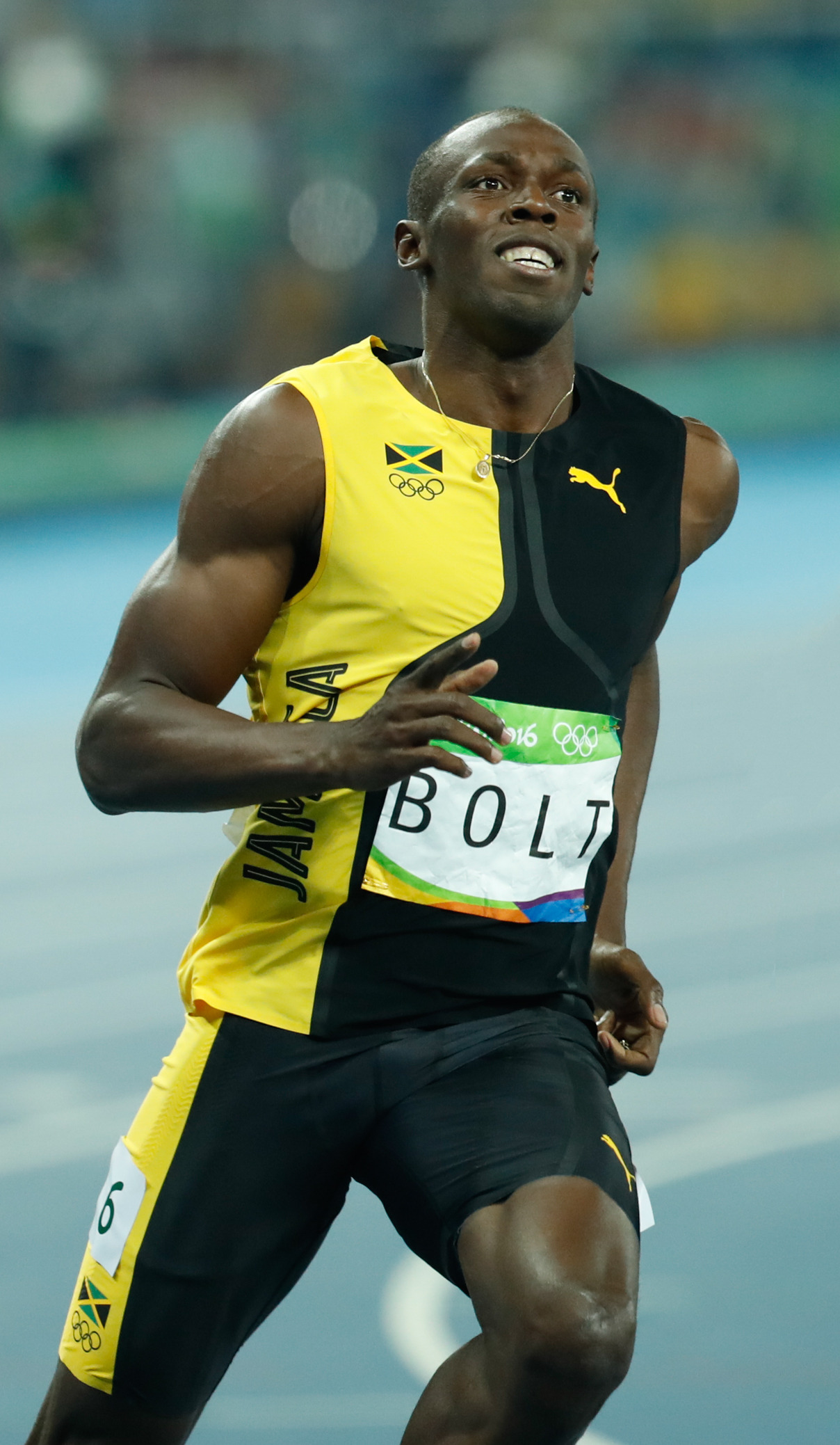
Usain Bolt, atlet și sprinter jamaican

- 8 mai: Adrian Ropotan, fotbalist român
- 9 mai: Adrian Cuciula, fotbalist român
- 10 mai: Calvin Tolmbaye, fotbalist român
- 11 mai: Iasmin Latovlevici, fotbalist român
- 13 mai: Robert Pattinson (Robert Douglas Thomas Pattinson), actor, model și muzician britanic
- 14 mai: Alyosha (Olena Kucer), cântăreață ucraineană
- 14 mai: Tine Stange, handbalistă norvegiană
- 15 mai: Marius Toma, fotbalist român
- 16 mai: Megan Fox (Megan Denise Fox), fotomodel și actriță americană
- 16 mai: Alexandru Sergiu Grosu, fotbalist din R. Moldova
- 17 mai: Cosmin Hănceanu, scrimer român
- 18 mai: Kevin Anderson, jucător sud-african de tenis
- 18 mai: Kevin Anderson, jucător de tenis sud-african
- 19 mai: Diana Cavallioti, actriță română
- 20 mai: Stéphane Mbia, fotbalist francez
- 21 mai: Mario Mandžukić, fotbalist croat
- 21 mai: Edimar (Edimar Curitiba Fraga), fotbalist brazilian
- 23 mai: Augustin Jianu, antreprenor român
- 25 mai: Glad Aurel Varga, politician român
- 27 mai: Lasse Schöne, fotbalist danez
- 27 mai: Johanna Leinen, actriță germană
- 28 mai: Seth Rollins (n. Colby Lopez), wrestler american
- 29 mai: Hornswoggle (n. Dylan Postl), wrestler american
- 31 mai: Sopo Halvași, cântăreață georgiană
- 31 mai: Serghei Alexeev, fotbalist din R. Moldova